# Rue Thénard
La rue Thénard est une voie située dans le quartier de la Sorbonne dans le 5e arrondissement de Paris.

## Situation et accès

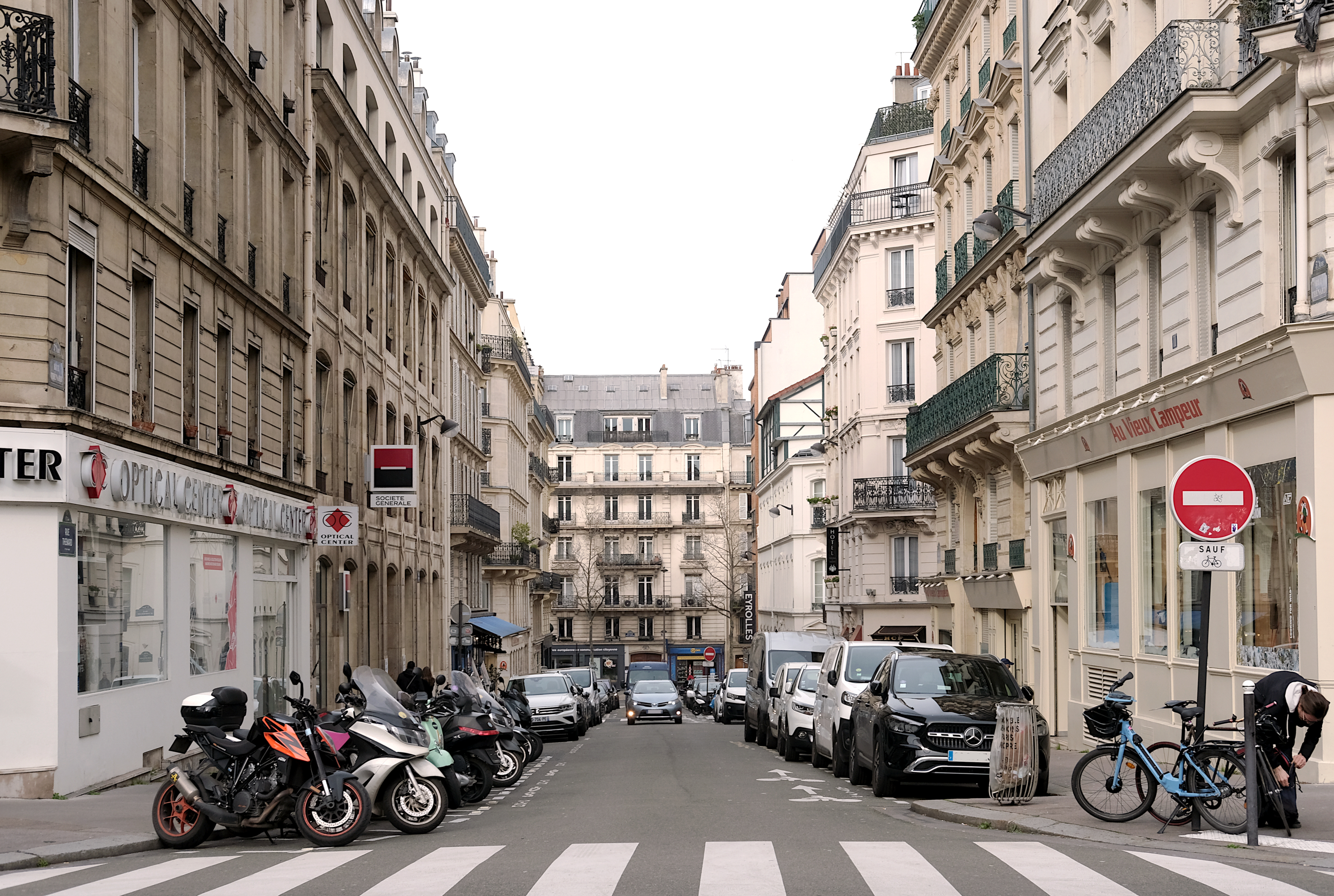
La rue Thénard vue depuis la rue des Écoles.

La rue Thénard est desservie par la ligne 10 à la station Maubert - Mutualité.

## Origine du nom
Elle porte le nom du baron Louis Jacques Thénard (1777-1857), un chimiste et professeur au Collège de France sur lequel elle débouche.

## Historique
Cette rue est ouverte en 1855 sur l'emplacement de la commanderie de Saint-Jean-de-Latran et prend son nom actuel trois ans plus tard, en 1858.

## Bâtiments remarquables et lieux de mémoire
- L'École spéciale des travaux publics, du bâtiment et de l'industrie.
- La librairie Eyrolles.
- Au no 10, le Centre d'études et de recherches de science administrative de l'université Paris II.

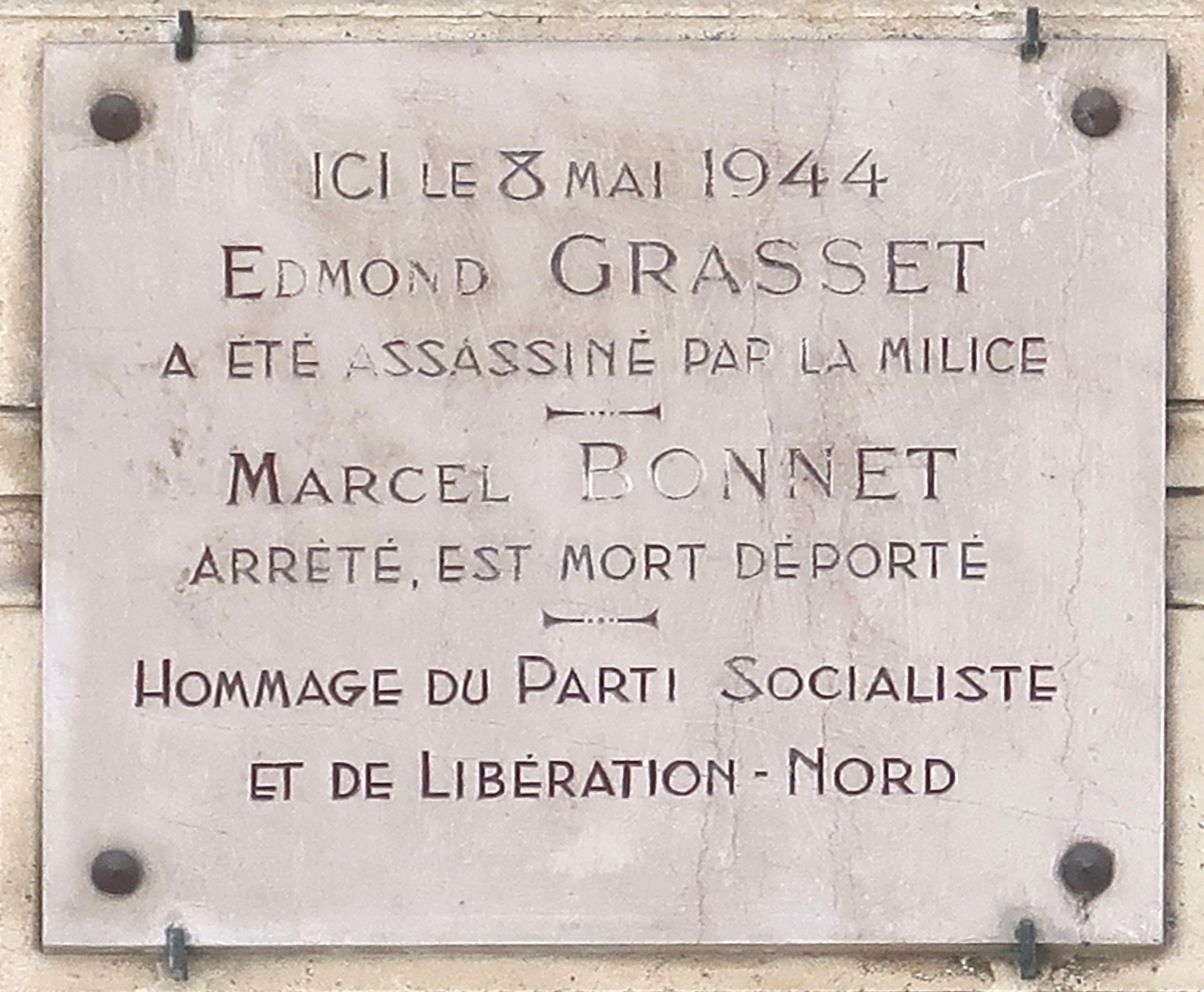
Plaque au no 9 inaugurée le 18 mai 1946[2], rendant hommage à Edmond Grasset[3], assassiné par la Milice le 8 mai 1944 et à Marcel Bonnet[4], arrêté et déporté.